# PlayStation 2のゲームタイトル一覧 (2000年-2001年)
PlayStation 2のゲームタイトル一覧 (2000年-2001年)（プレイステーションツーのゲームタイトルいちらん (2000ねん-2001ねん)）では、PlayStation 2対応として2000年から2001年にかけてに発売されたゲームソフトを発売順に列記する。

## 発売ソフトの形態・変遷

### 2000年
2000年3月4日のPlayStation 2本体の発売に合わせ、複数のタイトルが発売された。
ライターの山城宏はニュースサイト「PC Watch」に寄せた記事の中で、アクションゲーム（『リッジレーサーV』、『ストリートファイターEX3』、『エターナルリング』）においてはどれも長所と短所があり、もろ手を挙げてお勧めするわけにはいかないと述べており、その理由としてPS2のクォリティを十分に感じられるが、（スケジュールの都合なのか）作りこみの甘さがあったと指摘している。その一方で、山城は「PC Watch」に寄せた別の記事の中で、多様なジャンルの作品が展開されるのは良いことであると評価している。一方、ライターの駒沢丈治は「PC Watch」において、シミュレーションゲーム（『決戦 -KESSEN-』、『A列車で行こう6』）および、少し遅れて発売されたSCEオリジナルタイトルである『ファンタビジョン』をとりあげる中で、これらの作品がPlayStation 2ならではの機能を生かしていると評価している。
コーエーが8月に発売した『真・三國無双』は、もともと対戦型格闘ゲーム『三國無双』の続編として企画されていたが、PlayStation 2で戦場そのものを表現したいという思いから、多数の敵をなぎ倒す一騎当千のアクションを実現した。初回出荷本数は10万本にも満たなかったが、口コミによって人気を集め、のちに「無双」というひとつのジャンルへと発展した。また、2000年12月21日にバンダイから発売された『機動戦士ガンダム』は、発売前の時点からPS2の描画処理能力による3DCGやアニメーションによる演出が話題を呼び、発売から4日で初回出荷分35万本が完売するほどのヒットを見せた。
スポーツゲームにおいては、2000年9月7日にスクウェアから発売の『劇空間プロ野球 AT THE END OF THE CENTURY 1999』では実写と見まがうようなリアルなグラフィックを特徴としていた。日本野球機構と独占契約を結んでいたコナミとの間でのトラブルにより当初の予定より半年遅れでの発売となったとはいえ、同作は約60万本を売り上げた。
また、2000年12月にSCEから分冊形式で発売された『BLOOD THE LAST VAMPIRE』は、隠れ分岐を探り当てる「BLOODサーチシステム」の導入や、当初からメディアミックスを視野に入れて展開されるなど、やるドラシリーズの中では異色の作品として知られており、同作の登場人物である小夜はBLOODシリーズのシンボルキャラクターとなった。
一方で、SCEがサードパーティにグラフィックスライブラリを提供したのは本体発売から半年ほど後の2000年9月であり、それまでの間、開発者は自分でライブラリを作るか他社から購入する必要があった。ところが、PlayStation 2のCPU「Emotion Engine（EE）」のアーキテクチャが複雑なため、グラフィックスライブラリが作りにくく、中堅以下の開発会社にとっては参入の大きな壁となっていた。また、ESPの一員として『はじめの一歩 VICTORIOUS BOXERS』といったPlayStation 2用のキャラクターゲームにかかわっていた桑原敏道はライブラリの調達に加え、原作のキャラクターに似せて描くのに苦労したと2021年の電ファミニコゲーマーとのインタビューの中で振り返っている。以上のことから、PlayStation 2の展開当初はライブラリの不備や情報不足により、開発者が苦労したとの指摘もある。

### 2001年
2001年1月25日にカプコンから発売されたアクションゲーム『鬼武者』は、幻魔を刀で切り伏せる爽快感や、俳優の金城武がモーションキャプチャとボイスで参加したことが話題を呼び、PlayStation 2用ソフトとして初めてのミリオンを達成した。また、同社から2001年8月23日に発売された『デビルメイクライ』は、悪魔との戦いをダイナミックかつスピーディーに描き、「スタイリッシュアクション」というジャンルを生み出すきっかけとなったほか、日本国外においては『鬼武者』を上回るほどの人気を見せた。
SCEの『グランツーリスモ3 A-spec』は2001年4月28日からわずか数日の4月30日時点で国内生産出荷累計が100万枚に達し、2002年2月の時点では全世界で600万本を売り上げた。また、同社から2001年6月21日に発売された『蚊』は文字通り蚊になって人の血を吸う内容であり、バカゲーとして知られるようになった。
この年には家庭用ゲーム機の製造事業から撤退したセガがサードパーティとして参入し、『クレイジータクシー』と『Rez』を投入した。
『ファイナルファンタジーX』（2001年7月19日発売）がPlayStation 2において初めてのダブルミリオンを記録しただけでなく「Playstation Awards 2002」のグランプリに輝くなど、ヒット作が相次いだ。2001年11月14日には、『メタルギア ソリッド 2 サンズ・オブ・リバティ』が日本国外で発売され、その数週間後の11月29日には日本でも発売され話題を呼んだ。『メタルギア ソリッド』の続編となる同作には、雷電が新たな主人公として登場しており、前作の主人公であるソリッド・スネークとは異なる魅力をユーザーたちにアピールした。同作は全世界で450万本を売り上げた一方、違法コピー品が見つかる騒ぎもあった。
また、コナミから発売された『プロ野球JAPAN2001』はのちにプロ野球スピリッツシリーズのルーツとなった。
一方で、PlayStation 2とインターネットとの接続を模索する動きがあり、たとえば通信事業者のSo-netは、オムロンPS2対応モデム「ME56PS2V」の2001年7月出荷分から、So-net接続ソフトやブラウザなどを収録したCD-ROMを同梱させている。また、2001年6月15日にKDDIはマッチングサービスの強化版にあたる多人数対戦ゲーム用ネットワークサービス「マルチマッチング」を開始した。このサービスは一般の電話回線やISDN回線を用いており、アクションゲームでの通信対戦や多人数プレイに加え、回線を切断することなくロビーから対戦に移行できるといった利点があった。対応ソフトの中には、『CAPCOM VS. SNK 2 MILLIONAIRE FIGHTING 2001』のように異機種間通信対戦を実現したソフトもあった。
ソフトウェアにおいては、「Check-i-TV』（4月26日発売）や『ギャロップレーサー5』など、iモードとの連携機能を付与した例や、『アーマード・コア2 アナザーエイジ』のようにPS2用USBモデム（別売）を介した電話回線による通信対戦を実現した例があった。このほかにも、イントラネット構築の目的で、企業が従業員にPlayStation 2を配布した例もあった。
他方、ソニーは低品質のゲームを締め出す方針を立てており、PlayStationで低価格ソフト「SIMPLE1500」を展開していたディースリー・パブリッシャーの代表を務めた伊藤裕二は苦労したと4Gamer.netとのインタビューの中で振り返っている。また、伊藤は「SIMPLE1500」で設定していた開発費1000万円未満では成立しないと考え、もう少し増やしたと述懐している。また、D3パブリッシャーのソフトウェア事業部の部長で、「SIMPLE1500」を生み出した岡島信幸も、制作費の件について言及しており、「SIMPLE1500」の代わりに「SIMPLE2000」を出したことも明かしている。なお、岡島によると、同社のPS2参入作にして「SIMPLE2000」シリーズ第1弾の『THE テーブルゲーム』は2006年3月時点で35万本の出荷台数を記録したという。
2001年12月13日には香港、シンガポール、マレーシア、タイの4か国にてPlayStation 2が発売された。

## 2000年（全122タイトル）
| 発売日   | タイトル                                        | 発売元                                 | 備考 |
| -------- | ----------------------------------------------- | -------------------------------------- | --- |
| 3月4日   | A列車で行こう6                                  | アートディンク                         | ローンチタイトルで、A列車で行こうシリーズ第6弾。 Popegg対応。 |
| 3月4日   | エターナルリング                                | フロム・ソフトウェア                   | ローンチタイトル。 |
| 3月4日   | 柿木将棋IV                                      | アスキー                               | |
| 3月4日   | 決戦 -KESSEN-                                   | コーエー                               | 関ヶ原の戦いを題材とした戦略シミュレーションゲーム。 |
| 3月4日   | ステッピングセレクション                        | ジャレコ                               | |
| 3月4日   | ストリートファイターEX3                         | カプコン/アリカ                        | ローンチタイトルで、ストリートファイターEXシリーズでは初めての家庭用オリジナル作品。 |
| 3月4日   | drummania                                       | コナミ                                 | 専用コントローラ同梱 |
| 3月4日   | 麻雀大会III ミレニアムリーグ                    | コーエー                               | |
| 3月4日   | 森田将棋                                        | 悠紀エンタープライズ                   | |
| 3月4日   | リッジレーサーV                                 | ナムコ                                 | ローンチタイトル。 ネジコン対応 |
| 3月9日   | ファンタビジョン                                | ソニー・コンピュータエンタテインメント | 打ち上げ花火を題材としたパズルゲーム。 |
| 3月23日  | I.Q REMIX +                                     | ソニー・コンピュータエンタテインメント | |
| 3月23日  | ゴルフパラダイス                                | T&E SOFT                               | |
| 3月30日  | 鉄拳TAG TOURNAMENT                              | ナムコ                                 | |
| 3月30日  | デッド オア アライブ2                           | テクモ                                 | |
| 3月30日  | 撞球 ビリヤードマスター2                        | アスク                                 | |
| 3月30日  | DRIVING EMOTION TYPE-S                          | スクウェア                             | |
| 4月13日  | 永世名人IV                                      | コナミ                                 | |
| 4月13日  | グラディウスIII&IV〜復活の神話〜                | コナミ                                 | |
| 4月13日  | 麻雀やろうぜ!2                                  | コナミ                                 | |
| 4月20日  | スカイサーファー                                | アイディアファクトリー                 | スカイダイビングをもとにした架空のスポーツを題材としている |
| 4月27日  | エヴァーグレイス                                | フロム・ソフトウェア                   | |
| 4月27日  | Primal Image Vol.1                              | アトラス                               | アトラスのPlayStation 2参入作で、テレビ番組『D's Garage 21』との共同計画でもある |
| 4月27日  | ØSTORY                                          | エニックス                             | 実写を用いたアドベンチャーゲーム「シネマアクティブ」の第2弾。 |
| 5月25日  | FIFA サッカー ワールドチャンピオンシップ        | エレクトロニック・アーツ・スクウェア   | |
| 6月1日   | 建設重機喧嘩バトル ぶちギレ金剛!!               | アートディンク                         | 大型建設重機による対戦アクションゲームで、キャラクターデザインを漫画家の本宮ひろ志が手掛けたほか、プロデューサー兼グラフィッカーを漫画家の田中圭一が担当した。                                                  |
| 6月8日   | オールスター・プロレスリング                    | スクウェア                             | |
| 6月15日  | ストリート麻雀トランス 麻神2                    | サンソフト                             | |
| 6月22日  | フレースヴェルグ                                | ガスト                                 | |
| 6月22日  | ロックンメガステージ                            | ジャレコ                               | |
| 6月29日  | スキャンダル                                    | ソニー・コンピュータエンタテインメント | |
| 6月29日  | TVDJ                                            | ソニー・コンピュータエンタテインメント | |
| 7月6日   | 実況パワフルプロ野球7                           | コナミ                                 | |
| 7月27日  | 栄冠は君に 甲子園への道                         | アートディンク                         | |
| 7月27日  | びっくりマウス                                  | ソニー・コンピュータエンタテインメント | |
| 8月3日   | アーマード・コア2                               | フロム・ソフトウェア                   | アーマード・コアシリーズ第4作で、ナンバリング作品としては第2弾となる。 |
| 8月3日   | クロスファイア                                  | エレクトロニック・アーツ・スクウェア   | |
| 8月3日   | 実況ワールドサッカー2000                        | コナミ                                 | |
| 8月3日   | 真・三國無双                                    | コーエー                               | 『三國無双』の続編 |
| 8月3日   | Sorcerous Stabber ORPHEN 魔術士オーフェン       | 角川書店/ESP                           | |
| 8月3日   | ドリームオーディション                          | ジャレコ                               | 専用コントローラ（別売）あり |
| 8月10日  | ガングリフォン ブレイズ                         | カプコン/ゲームアーツ                  | |
| 8月10日  | Surfroid -伝説のサーファー-                     | アスキー                               | |
| 8月10日  | マジカルスポーツ 2000甲子園                     | 魔法                                   | |
| 8月10日  | ライゼリート エフェメラル ファンタジア          | コナミ                                 | |
| 8月10日  | Velvet File -ヴェルベットファイル-              | ダズ                                   | |
| 8月24日  | THE MECHSMITH                                   | アイディアファクトリー                 | ロボット兵器を題材としたシミュレーションゲーム |
| 8月31日  | がんばれ!ニッポン!オリンピック2000              | コナミ                                 | |
| 8月31日  | 三國志VII                                       | コーエー                               | |
| 8月31日  | プロ麻雀 極 NEXT                                | アテナ                                 | |
| 9月7日   | アメリカン・アーケード                          | アストロール                           | |
| 9月7日   | EXビリヤード                                    | タカラ                                 | |
| 9月7日   | 劇空間プロ野球                                  | スクウェア                             | 日本テレビの同名野球中継とのタイアップ。 なお、スクウェアが当時日本野球機構と独占契約を結んでいたコナミともめた結果、当初の予定より半年遅れでの発売となり、1999年の選手データが使われているのはそのためである。 |
| 9月14日  | Gセイバー                                       | サンライズインタラクティブ             | |
| 9月14日  | ワイルド ワイルド レーシング                    | イマジニア                             | |
| 9月21日  | KEYBOARDMANIA                                   | コナミ                                 | 同名アーケードゲームの移植版 |
| 9月21日  | シルフィード ザ・ロストプラネット               | カプコン/ゲームアーツ                  | |
| 9月21日  | マジカルスポーツ GoGoGolf                       | 魔法                                   | |
| 9月21日  | RING of RED                                     | コナミ                                 | |
| 9月28日  | ウイニングポスト4 マキシマム                    | コーエー                               | |
| 9月28日  | GAME SELECT 5 和                                | 悠紀エンタープライズ                   | |
| 9月28日  | 実況GIステイブル                                | コナミ                                 | |
| 9月28日  | 上海フォーエレメント                            | サンソフト                             | |
| 9月28日  | スーパーパズルボブル                            | タイトー                               | |
| 10月12日 | 井出洋介の麻雀家族2                             | セタ                                   | |
| 10月12日 | グラップラー刃牙 バキ最強烈伝                   | トミー                                 | |
| 10月12日 | MotoGP                                          | ナムコ                                 | |
| 10月26日 | エクストリーム・レーシング SSX                  | エレクトロニック・アーツ・スクウェア   | |
| 11月2日  | アクアクア                                      | イマジニア                             | |
| 11月2日  | ジーワンジョッキー2                             | コーエー                               | |
| 11月2日  | ダンスサミット2001 バスト・ア・ムーブ           | エニックス                             | 別売りの専用コントローラあり。 |
| 11月2日  | beatmania IIDX 3rdStyle                         | コナミ                                 | |
| 11月2日  | 麻雀悟空 大聖                                   | アートディンク                         | |
| 11月15日 | PrintFan with popegg                            | ソニー                                 | USB接続によるプリンタキット |
| 11月16日 | サイレントスコープ                              | コナミ                                 | |
| 11月16日 | スノーボードヘブン                              | カプコン                               | |
| 11月22日 | アンジェリーク トロワ                           | コーエー                               | アンジェリークシリーズ関連作品で、時系列は『アンジェリーク 天空の鎮魂歌』の後にあたる。 |
| 11月22日 | サンライズ英雄譚R                               | サンライズインタラクティブ             | |
| 11月22日 | オレが監督だ! 〜激闘ペナントレース〜            | エニックス                             | |
| 11月30日 | ESPN winter Xgames Snowboarding                 | コナミ                                 | |
| 11月30日 | UNiSON                                          | テクモ                                 | |
| 12月2日  | グレイテストストライカー                        | タイトー                               | |
| 12月7日  | FIFA2001 ワールドチャンピオンシップ             | エレクトロニック・アーツ・スクウェア   | |
| 12月7日  | カラリオ はがきプリント                         | エプソン                               | |
| 12月7日  | くりクリ ミックス                               | フロム・ソフトウェア                   | 画面上にいる二人のキャラクターを同時に操作するアクションゲーム。 |
| 12月7日  | サイドワインダーMAX                             | アスミック・エース エンタテインメント  | |
| 12月7日  | 東大将棋 四間飛車道場                           | 毎日コミュニケーションズ               | |
| 12月7日  | ギターフリークス 3rd MIX&ドラムマニア 2nd MIX   | コナミ                                 | |
| 12月7日  | Primal Image FOR PRINTER                        | アトラス                               | |
| 12月14日 | 剣豪                                            | 元気                                   | |
| 12月14日 | ゴルフパラダイスDX                              | T&E SOFT                               | |
| 12月14日 | ダーククラウド                                  | ソニー・コンピュータエンタテインメント | 開発元のレベルファイブにとっては初作品である。 |
| 12月14日 | DOA2 HARD CORE                                  | テクモ                                 | |
| 12月14日 | Dog of Bay                                      | マーベラスエンターテイメント           | |
| 12月14日 | トラック狂走曲〜愛と哀しみのロデオ〜            | メトロ                                 | |
| 12月14日 | ドリームオーディション2                         | ジャレコ                               | |
| 12月14日 | Neo ATLAS iii                                   | アートディンク                         | |
| 12月14日 | はじめの一歩 VICTORIOUS BOXERS                  | ESP/講談社                             | |
| 12月14日 | ハッピー!ハッピー!!ボーダーズ                   | アトラス                               | |
| 12月14日 | 麻雀宣言 叫んでロン!                            | タイトー                               | |
| 12月14日 | レイクマスターズEX                              | ダズ                                   | |
| 12月21日 | ESPN NBA 2Night                                 | コナミ                                 | |
| 12月21日 | いくぜ!温泉卓球!!                               | 彩京                                   | |
| 12月21日 | WIN BACK                                        | コーエー                               | |
| 12月21日 | 機動戦士ガンダム                                | バンダイ                               | 同名テレビアニメのゲーム化作品。 |
| 12月21日 | 冒険時代活劇ゴエモン                            | コナミ                                 | |
| 12月21日 | 実況パワフルプロ野球7決定版                     | コナミ                                 | |
| 12月21日 | 実況ワールドサッカー2000 FINAL EDITION          | コナミ                                 | |
| 12月21日 | クールボーダーズ コード エイリアン              | ウェップシステム                       | |
| 12月21日 | 7BLADES                                         | コナミ                                 | |
| 12月21日 | 7〜モールモースの騎兵隊〜                       | ナムコ                                 | |
| 12月21日 | 超高速麻雀                                      | サクセス                               | |
| 12月21日 | 超高速リバーシ                                  | サクセス                               | |
| 12月21日 | チョロQ HG                                      | タカラ                                 | |
| 12月21日 | 天使のプレゼント マール王国物語                 | 日本一ソフトウェア                     | |
| 12月21日 | BLOOD THE LAST VAMPIRE 上巻                     | ソニー・コンピュータエンタテインメント | やるドラシリーズの1作品。 |
| 12月21日 | BLOOD THE LAST VAMPIRE 下巻                     | ソニー・コンピュータエンタテインメント | やるドラシリーズの1作品。 |
| 12月21日 | フレースヴェルグ インターナショナルエディション | ガスト                                 | |
| 12月21日 | まみむめ☆もがちょのプリントアワー               | アイディアファクトリー                 | プリンタ専用アプリケーション |
| 12月23日 | バウンサー                                      | スクウェア                             | |
| 12月28日 | CRAZY BUMP'S かっとびカーバトル!                | シスコンエンタテイメント               | |
| 12月28日 | テーマパーク2001                                | エレクトロニック・アーツ・スクウェア   | |

## 2001年（全228タイトル）
| 発売日   | タイトル                                                                                           | 発売元                                                 | 備考 |
| -------- | -------------------------------------------------------------------------------------------------- | ------------------------------------------------------ | --- |
| 1月11日  | 探しに行こうよ                                                                                     | ソニー・コンピュータエンタテインメント                 | 子どもたちの冒険と友情に重きを置いた3Dロールプレイングゲーム。                                                              |
| 1月11日  | 『スペースヴィーナス』starring モーニング娘。                                                      | ソニー・ミュージックエンタテインメント                 | アイドルグループ・モーニング娘。を題材とした映像集。                                                                        |
| 1月18日  | トップギア デアデビル                                                                              | ケムコ                                                 | 実在都市を舞台としたレースゲームであり、当初は2000年12月21日に発売される予定だった。                                        |
| 1月18日  | マッデン NFLスーパーボウル2001                                                                     | エレクトロニック・アーツ                               | |
| 1月25日  | 鬼武者                                                                                             | カプコン                                               | 戦国時代を舞台とした3Dアクションゲーム                                                                                      |
| 1月25日  | GAME SELECT 5 洋                                                                                   | 悠紀エンタープライズ                                   | |
| 1月25日  | スカイオデッセイ                                                                                   | ソニー・コンピュータエンタテインメント                 | |
| 1月25日  | テクニクティクス                                                                                   | アリカ                                                 | |
| 2月8日   | ルナティックドーン テンペスト                                                                      | アートディンク                                         | [ 59 ] |
| 2月15日  | 機甲兵団 J-PHOENIX 序章編                                                                          | タカラ                                                 | |
| 2月15日  | ダイナソー                                                                                         | ユービーアイソフト                                     | |
| 2月15日  | 超高速囲碁                                                                                         | サクセス                                               | |
| 2月15日  | 超高速将棋                                                                                         | サクセス                                               | |
| 2月22日  | NBA Live 2001                                                                                      | エレクトロニック・アーツ                               | |
| 2月22日  | 空戦                                                                                               | 角川書店                                               | |
| 2月22日  | 光速谷川将棋                                                                                       | セタ                                                   | |
| 2月22日  | シャドウ オブ メモリーズ                                                                           | コナミ                                                 | |
| 2月22日  | tsugunai 〜つぐない〜                                                                              | ソニー・コンピュータエンタテインメント                 | |
| 3月1日   | F1チャンピオンシップ シーズン2000                                                                  | エレクトロニック・アーツ                               | |
| 3月1日   | ZONE OF THE ENDERS Z.O.E                                                                           | コナミ                                                 | |
| 3月1日   | ブラッディロア3                                                                                    | ハドソン                                               | |
| 3月1日   | MIDNIGHT CLUB 〜STREET RACING〜                                                                    | シスコンエンタテイメント                               | |
| 3月8日   | EPSN National Hockey Night                                                                         | コナミ                                                 | |
| 3月8日   | A列車で行こう2001                                                                                  | アートディンク                                         | |
| 3月8日   | EXTERMINATION                                                                                      | ソニー・コンピュータエンタテインメント                 | |
| 3月8日   | ドナルドダック レスキュー大作戦!!                                                                  | ユービーアイソフト                                     | |
| 3月8日   | パイロットになろう!2                                                                               | ビクターインタラクティブソフトウェア                   | |
| 3月15日  | 首都高バトル0                                                                                      | 元気                                                   | |
| 3月15日  | 電車でGO!3通勤編                                                                                   | タイトー                                               | |
| 3月15日  | パラパラパラダイス                                                                                 | コナミ                                                 | 専用コントローラ（別売）あり                                                                                                |
| 3月15日  | ボクと魔王                                                                                         | ソニー・コンピュータエンタテインメント                 | |
| 3月15日  | ワールドサッカーウイニングイレブン5                                                                | コナミ                                                 | |
| 3月22日  | ウイニングポスト4 MAXIMUM 2001                                                                     | コーエー                                               | |
| 3月22日  | 風のクロノア2 〜世界が望んだ忘れもの〜                                                             | ナムコ                                                 | |
| 3月22日  | ジーワンジョッキー2 2001                                                                           | コーエー                                               | |
| 3月22日  | バイオハザード CODE：Veronica 完全版                                                               | カプコン                                               | |
| 3月22日  | バトルギア2                                                                                        | タイトー                                               | 同名アーケードゲームの移植版。                                                                                              |
| 3月22日  | モンスターファーム                                                                                 | テクモ                                                 | |
| 3月22日  | 実況Jリーグパーフェクトストライカー3                                                               | コナミ                                                 | |
| 3月29日  | Velvet File Plus -ヴェルベット ファイル プラス-                                                    | ダズ                                                   | |
| 3月29日  | 永世名人V                                                                                          | コナミ                                                 | |
| 3月29日  | ギャロップレーサー5                                                                                | テクモ                                                 | |
| 3月29日  | 決戦II                                                                                             | コーエー                                               | 当初は2001年3月8日に発売が予定されていた。                                                                                  |
| 3月29日  | あしたのジョー 闘打                                                                                | サンソフト                                             | 同名PCゲームの移植版で、PlayStation 2用のUSBキーボードが同梱されたバージョンも発売された                                    |
| 3月29日  | ビートマニアIIDX 4th style -new songs collection-                                                  | コナミ                                                 | |
| 3月29日  | スーパーギャルデリックアワー                                                                       | エニックス                                             | 架空のお色気深夜番組をモチーフとしたアクションゲーム                                                                        |
| 3月29日  | レスキューヘリ エアレンジャー                                                                      | アスク                                                 | |
| 3月29日  | ビートマニア打打打!!                                                                               | コナミ                                                 | 『beatmania』をもとにしたタイピングゲームで、周辺機器・コナミUSBキーボード対応作品第1弾。                                   |
| 4月5日   | ギタルマン ワン                                                                                    | コーエー                                               | |
| 4月5日   | 鋼鉄の咆哮 ウォーシップコマンダー                                                                  | コーエー                                               | 同名PCゲームの移植版。 |
| 4月5日   | 実名実況競馬ドリームクラシック2001 Spring                                                          | バンダイ                                               | |
| 4月5日   | トゥルーラブストーリー3                                                                            | エンターブレイン                                       | |
| 4月12日  | アーマード・コア2 アナザーエイジ                                                                   | フロム・ソフトウェア                                   | アーマード・コアシリーズ第5弾で、『アーマード・コア2』の拡張版兼後日談にあたる。オンライン対戦対応。                        |
| 4月12日  | EGBROWSER                                                                                          | エルゴソフト                                           | PlayStation 2用のブラウザソフトで、当初は2001年3月29日発売が予定されていた。                                                |
| 4月12日  | EGBROWSER Light for アイ・オー・データ                                                             | エルゴソフト                                           | 『EGBROWSER』のうちMP3再生機能など一部の機能を抜いたバージョン。                                                            |
| 4月19日  | BASIC STUDIO パワフルゲーム工房                                                                    | アートディンク                                         | |
| 4月26日  | スーパーマイクチャン                                                                               | パシフィック・センチュリー・サイバーワークス・ジャパン | |
| 4月26日  | Check-i-TV                                                                                         | ソニー・コンピュータエンタテインメント                 | iモードとの連動要素あり。                                                                                                   |
| 4月26日  | Love Songs アイドルがクラスメ〜ト                                                                  | ディースリー・パブリッシャー                           | |
| 4月28日  | グランツーリスモ3 A-spec                                                                           | ソニー・コンピュータエンタテインメント                 | 『グランツーリスモ』シリーズの第3作目。                                                                                     |
| 5月2日   | 花と太陽と雨と                                                                                     | ビクターインタラクティブソフトウェア                   | |
| 5月10日  | 東京バス案内 今日からキミも運転手                                                                  | サクセス                                               | |
| 5月17日  | ゴルフルGOLF                                                                                       | アートディンク                                         | |
| 5月24日  | ノックアウトキング2001                                                                             | エレクトロニック・アーツ                               | ボクサー30名が実名で登場。                                                                                                  |
| 5月24日  | フェイズパラドックス                                                                               | ソニー・コンピュータエンタテインメント                 | 当初は2001年3月22日に発売される予定だった。                                                                                 |
| 5月31日  | エンドネシア                                                                                       | エニックス                                             | |
| 5月31日  | 激写ボーイ2 〜特ダネ大国ニッポン〜                                                                 | アイレムソフトウェアエンジニアリング                   | Popegg対応。 |
| 5月31日  | 最強 東大将棋3                                                                                     | 毎日コミュニケーションズ                               | |
| 5月31日  | SIMPLE2000シリーズVol.1 THE テーブルゲーム〜麻雀・囲碁・将棋・カード・花札・リバーシ・五目ならべ〜 | ディースリー・パブリッシャー                           | |
| 5月31日  | マジカルスポーツ 2001 甲子園                                                                       | 魔法                                                   | |
| 5月31日  | レイマン レボリューション!                                                                         | ユービーアイソフト                                     | |
| 6月7日   | 必殺パチンコステーションV 炎の爆笑軍団                                                             | サンソフト                                             | |
| 6月7日   | 魔剣爻                                                                                             | アトラス                                               | |
| 6月14日  | 北方謙三 三国志                                                                                    | メディアファクトリー                                   | |
| 6月21日  | エヴァーグレイス2                                                                                  | フロム・ソフトウェア                                   | |
| 6月21日  | 蚊                                                                                                 | ソニー・コンピュータエンタテインメント                 | |
| 6月21日  | ギタルマン                                                                                         | コーエー                                               | |
| 6月21日  | 勝負師伝説 哲也                                                                                    | アテナ                                                 | 漫画『哲也-雀聖と呼ばれた男』およびそのテレビアニメ版『勝負師伝説 哲也』のゲーム化作品。                                    |
| 6月21日  | タイガーウッズ PGA TOUR 2001                                                                       | エレクトロニック・アーツ                               | |
| 6月21日  | リリーのアトリエ 〜ザールブルグの錬金術士3〜                                                       | ガスト                                                 | |
| 6月28日  | RC リベンジ Pro                                                                                    | アクレイムジャパン                                     | |
| 6月28日  | 機甲兵団 J-PHOENIX                                                                                 | タカラ                                                 | |
| 6月28日  | ゴルフ・ナビゲーター Vol.1                                                                         | スパイク                                               | |
| 6月28日  | ゴルフ・ナビゲーター Vol.2                                                                         | スパイク                                               | |
| 6月28日  | 三洋パチンコパラダイス6 〜ギンパニ大水族館〜                                                       | アイレムソフトウェアエンジニアリング                   | |
| 6月28日  | CITY CRISIS                                                                                        | シスコンエンタテイメント                               | |
| 6月28日  | シャドウハーツ                                                                                     | アルゼ                                                 | |
| 6月28日  | マジカルスポーツ Hard Hitter                                                                       | 魔法                                                   | |
| 6月28日  | リモココロン                                                                                       | ソニー・コンピュータエンタテインメント                 | |
| 7月5日   | カラオケしよう!ドリームオーディション3                                                             | パシフィック・センチュリー・サイバーワークス・ジャパン | |
| 7月5日   | 鉄1〜電車でバトル!〜                                                                               | シスコンエンタテインメント                             | |
| 7月5日   | ピポサル2001                                                                                       | ソニー・コンピュータエンタテインメント                 | |
| 7月5日   | 牧場物語3 ハートに火をつけて                                                                       | ビクターインタラクティブソフトウェア                   | |
| 7月5日   | ヤンヤ カバジスタ〜featuring Gawoo〜                                                               | コーエー                                               | ボードコントローラ同梱版あり。                                                                                              |
| 7月12日  | 必殺パチンコステーションV2 天才バカボン                                                            | サンソフト                                             | |
| 7月19日  | ファイナルファンタジーX                                                                            | スクウェア                                             | ファイナルファンタジーシリーズのナンバリング作品第10弾                                                                      |
| 7月19日  | 本格的パチンコ実機攻略シリーズ ミルキーバー&キラークィーン 永久保存版〜                            | アンバランス                                           | |
| 7月19日  | レイクマスターズEX Super                                                                           | ダズ                                                   | |
| 7月26日  | 愛蔵版 アンジェリーク トロワ                                                                       | コーエー                                               | |
| 7月26日  | トレインキット for A列車で行こう2001                                                               | アートディンク                                         | 『A列車で行こう2001』の追加車両データ集                                                                                     |
| 7月26日  | F1 Racing Championship                                                                             | ユービーアイソフト                                     | |
| 7月26日  | グローランサーII                                                                                   | アトラス                                               | グローランサーシリーズ第2弾。                                                                                               |
| 7月26日  | the FEAR                                                                                           | エニックス                                             | 「シネマアクティブ」第3弾。                                                                                                 |
| 7月26日  | Missing Blue                                                                                       | トンキンハウス                                         | |
| 7月26日  | みんなのGOLF3                                                                                      | ソニー・コンピュータエンタテインメント                 | みんなのGOLFシリーズ第3弾                                                                                                   |
| 8月2日   | 栄冠は君に 甲子園の覇者                                                                            | アートディンク                                         | ゲーム内で名前や似顔絵を採用するキャンペーンが展開された。                                                                  |
| 8月2日   | 五分後の世界                                                                                       | メディアファクトリー                                   | 同名小説のゲーム化で、もともとはドリームキャスト用ソフトとして発売される予定だった                                          |
| 8月2日   | The MaestromusicII                                                                                 | グローバル・A・エンタテインメント                      | |
| 8月2日   | TVware情報革命シリーズ 新世紀エヴァンゲリオンタイピングE-計画                                      | アートディンク                                         | 実用ソフトシリーズ「TVware 情報革命シリーズ」の第1弾で、PS2用DUALSHOCK 2に加え、USBマウスにも対応している。                 |
| 8月2日   | ホースブレーカー                                                                                   | コーエー                                               | |
| 8月9日   | EVERBLUE                                                                                           | カプコン                                               | 海底探索を主題としたアドベンチャーゲーム。 カプコンとアリカの共同開発。                                                     |
| 8月9日   | 筋肉番付 マッスルウォーズ21                                                                        | コナミ                                                 | テレビ番組『筋肉番付』のゲーム化。                                                                                          |
| 8月9日   | ジェネレーションオブカオス                                                                         | アイディアファクトリー                                 | |
| 8月9日   | タムタムパラダイスTM                                                                               | グローバル・A・エンタテインメント                      | |
| 8月9日   | リアルロボットレジメント                                                                           | バンプレスト                                           | |
| 8月16日  | マジカルスポーツ2001 プロ野球                                                                      | 魔法                                                   | フェイキャプチャーを用いた野球ゲーム                                                                                        |
| 8月23日  | デビルメイクライ                                                                                   | カプコン                                               | 『デビルメイクライ』シリーズ第1弾。                                                                                         |
| 8月23日  | NBA STREET                                                                                         | エレクトロニック・アーツ・スクウェア                   | |
| 8月23日  | めざせ! 名門野球部2                                                                                | ダズ                                                   | |
| 8月30日  | アニメ英会話 十五少年漂流記〜瞳のなかの少年〜                                                      | サクセス                                               | |
| 8月30日  | アニメ英会話 トンデモネズミ大活躍                                                                  | サクセス                                               | |
| 8月30日  | アニメ英会話 トトイ                                                                                | サクセス                                               | |
| 8月30日  | Quake III Revolution                                                                               | エレクトロニック・アーツ・スクウェア                   | PCゲーム『QUAKE III ARENA』の移植版。                                                                                       |
| 8月30日  | 実況パワフルプロ野球8                                                                              | コナミ                                                 | |
| 8月30日  | 玉繭物語2 〜滅びの蟲〜                                                                             | 元気                                                   | PlayStation用ソフト『玉繭物語』の続編で、帯電話接続ケーブルに対応している。                                                 |
| 8月30日  | パラッパラッパー2                                                                                  | ソニー・コンピュータエンタテインメント                 | |
| 8月30日  | HUNTER×HUNTER 龍脈の祭壇                                                                           | コナミ                                                 | |
| 8月30日  | beatmania IIDX 5th style -new songs collection-                                                    | コナミ                                                 | |
| 9月6日   | ゴルフ・ナビゲーターVOL.3                                                                          | スパイク                                               | |
| 9月6日   | ジオニックフロント 機動戦士ガンダム0079                                                            | バンダイ                                               | |
| 9月6日   | 実況ワールドサッカー2001                                                                           | コナミ                                                 | |
| 9月6日   | D.N.A.〜Dark Native Apostle〜                                                                      | ハドソン                                               | アメコミ風アクションアドベンチャーゲーム                                                                                    |
| 9月6日   | マイト アンド マジック〜デイ・オブ・ザ・デストロイヤー                                             | イマジニア                                             | |
| 9月6日   | 遊☆戯☆王 真デュエルモンスターズII 継承されし記憶                                                   | コナミ                                                 | |
| 9月13日  | ACE COMBAT 04 shattered skies                                                                      | ナムコ                                                 | |
| 9月13日  | CAPCOM VS. SNK 2 MILLIONAIRE FIGHTING 2001                                                         | カプコン                                               | マルチマッチング対応。 |
| 9月20日  | ESPN XGames Skateboarding                                                                          | コナミ                                                 | |
| 9月20日  | ギタドラ! GUITARFREAKS 4th MIX & drummania 3rd MIX                                                 | コナミ                                                 | |
| 9月20日  | ゴルフ・ナビゲーターVOL.4                                                                          | スパイク                                               | |
| 9月20日  | 真・三國無双2                                                                                      | コーエー                                               | 『真・三國無双』シリーズの2作目                                                                                             |
| 9月20日  | 電車でGO!新幹線 山陽新幹線編                                                                       | タイトー                                               | |
| 9月20日  | F1 2001                                                                                            | エレクトロニック・アーツ                               | |
| 9月27日  | うちゅ〜じんってなぁに?                                                                            | タイトー                                               | |
| 9月27日  | サイレントヒル2                                                                                    | コナミ                                                 | 北米では2001年9月25日に、欧州では2001年11月23日に発売された                                                                 |
| 9月27日  | スカイガンナー                                                                                     | ソニー・コンピュータエンタテインメント                 | 戦闘艇を題材としたフライトシューティング                                                                                    |
| 9月27日  | 街ingメーカー                                                                                      | メディアファクトリー                                   | |
| 9月27日  | WTA TOUR TENNIS                                                                                    | コナミ                                                 | |
| 10月4日  | 頭文字D 高橋涼介のタイピング最速理論                                                               | サンソフト                                             | |
| 10月4日  | オールスターベースボール2002                                                                       | アクレイムジャパン                                     | |
| 10月4日  | KING'S FIELD IV                                                                                    | フロム・ソフトウェア                                   | 『KING'S FIELD III』の続編で、シリーズでは初めてのPlayStation 2用作品。                                                     |
| 10月4日  | THE 山手線〜Train Simulator Real                                                                   | ソニー・コンピュータエンタテインメント                 | |
| 10月4日  | スターウォーズ スターファイター                                                                    | エレクトロニック・アーツ・スクウェア                   | |
| 10月4日  | タイムクライシス2                                                                                  | ナムコ                                                 | |
| 10月11日 | 峠3                                                                                                | アトラス                                               | |
| 10月11日 | Formula One 2001                                                                                   | ソニー・コンピュータエンタテインメント                 | |
| 10月11日 | ブラボーミュージック                                                                               | ソニー・コンピュータエンタテインメント                 | |
| 10月18日 | げんしのことば                                                                                     | ソニー・コンピュータエンタテインメント                 | |
| 10月18日 | SILENT SCOPE2 Innocent Sweeper                                                                     | コナミ                                                 | |
| 10月25日 | グローバルフォークテイル                                                                           | アイディアファクトリー                                 | シミュレーションRPG |
| 10月25日 | Jリーグウイニングイレブン5                                                                         | コナミ                                                 | |
| 10月25日 | 実戦パチスロ必勝法!獣王                                                                            | サミー                                                 | |
| 11月1日  | 鄭問之三國誌                                                                                       | ゲームアーツ                                           | キャラクターデザイナーに台湾の漫画家・鄭問を採用した三國志ゲーム 元々はドリームキャスト用ソフトとして発売される予定だった。 |
| 11月8日  | ガンサバイバー2 バイオハザード CODE：Veronica                                                      | カプコン                                               | |
| 11月8日  | SIMPLE2000シリーズVol.2 THEパーティーゲーム                                                        | ディースリー・パブリッシャー                           | |
| 11月8日  | プロ野球JAPAN2001                                                                                  | コナミ                                                 | 日本野球機構公認 |
| 11月15日 | ザ・警察官 新宿24時                                                                                | コナミ                                                 | |
| 11月15日 | シーマン〜禁断のペット〜ガゼー博士の実験島                                                         | アスキー                                               | |
| 11月15日 | 正義の味方                                                                                         | ソニー・コンピュータエンタテインメント                 | |
| 11月15日 | 日本相撲協會公認 日本大相撲 格闘編                                                                 | コナミ                                                 | |
| 11月15日 | BUSIN Wizardry Alternative                                                                         | アトラス                                               | 『ウィザードリィ』を独自の解釈で再構築した作品。                                                                            |
| 11月15日 | フライングサーカス                                                                                 | シスコンエンタテイメント                               | |
| 11月15日 | マールDEジグソー                                                                                   | 日本一ソフトウェア                                     | |
| 11月15日 | 実名実況競馬ドリームクラシック 2001 Autumn                                                         | バンダイ                                               | 『実名実況競馬ドリームクラシック 』シリーズの1作品                                                                          |
| 11月22日 | オールスター・プロレスリングII                                                                     | スクウェア                                             | |
| 11月22日 | クレイジータクシー                                                                                 | セガ                                                   | セガにとってはPlayStation 2参入作である。                                                                                   |
| 11月22日 | ドリームオーディション スーパーヒットdisk1                                                         | パシフィック・センチュリー・サイバーワークス・ジャパン | |
| 11月22日 | ドリームオーディション スーパーヒットdisk2                                                         | パシフィック・センチュリー・サイバーワークス・ジャパン | |
| 11月22日 | 牌チェンジャン                                                                                     | アジェンダ                                             | |
| 11月22日 | ブラボーミュージック クリスマスエディション                                                        | ソニー・コンピュータエンタテインメント                 | 『ブラボーミュージック』のクリスマス版                                                                                      |
| 11月22日 | Rez                                                                                                | セガ                                                   | セガにとってはPlayStation 2参入作である。                                                                                   |
| 11月29日 | 暴れん坊プリンセス                                                                                 | 角川書店/ESP                                           | |
| 11月29日 | ESPN Winter X Games Snowboarding 2002                                                              | コナミ                                                 | |
| 11月29日 | GUILTY GEAR X PLUS                                                                                 | サミー                                                 | アーケードゲーム『GUILTY GEAR X』の移植版                                                                                   |
| 11月29日 | 太閤立志伝IV                                                                                       | コーエー                                               | |
| 11月29日 | トロと休日                                                                                         | ソニー・コンピュータエンタテインメント                 | どこでもいっしょシリーズの一作品                                                                                            |
| 11月29日 | FIFA2002 Road to FIFA WORLD CUP                                                                    | エレクトロニック・アーツ・スクウェア                   | 2002 FIFAワールドカップ公認サッカーゲーム。                                                                                 |
| 11月29日 | メタルギアソリッド2 サンズ・オブ・リバティ METAL GEAR SOLID2 SONS OF LIBERTY                       | コナミ                                                 | 『メタルギアソリッド』の続編。 香港では2001年12月13日に、欧州では2002年3月8日にそれぞれ発売された。                         |
| 11月29日 | レガイア デュエルサーガ                                                                            | ソニー・コンピュータエンタテインメント                 | 『レガイア伝説』の続編。 |
| 12月6日  | ICO                                                                                                | ソニー・コンピュータエンタテインメント                 | 中国においては、2003年12月20日にローンチタイトルとして発売された。                                                          |
| 12月6日  | ヴァンパイアナイト                                                                                 | ナムコ                                                 | 同名アーケードゲームの移植版。                                                                                              |
| 12月6日  | 機動戦士ガンダム 連邦vs.ジオンDX                                                                   | バンダイ                                               | マルチマッチング対応。 |
| 12月6日  | グローランサーIII                                                                                  | アトラス                                               | グローランサーシリーズ第3弾で、初期三部作の完結編にあたる。                                                                 |
| 12月6日  | K-1 WORLD GRAND PRIX 2001                                                                          | コナミ                                                 | |
| 12月6日  | シード                                                                                             | アートディンク                                         | |
| 12月6日  | セ・パ2001                                                                                         | コーエー                                               | |
| 12月6日  | ひっぱリンダ                                                                                       | 角川書店                                               | [ 117 ] |
| 12月6日  | 夜明けのマリコ                                                                                     | ソニー・コンピュータエンタテインメント                 | |
| 12月6日  | TVware情報革命シリーズ 家庭の医学                                                                  | アートディンク                                         | 実用ソフトシリーズ「TVware 情報革命シリーズ」の第2弾。                                                                      |
| 12月6日  | TVware情報革命シリーズ 現代用語の基礎知識2001                                                      | アートディンク                                         | 実用ソフトシリーズ「TVware 情報革命シリーズ」の第2弾。                                                                      |
| 12月6日  | TVware情報革命シリーズ 日本語大辞典                                                                | アートディンク                                         | 実用ソフトシリーズ「TVware 情報革命シリーズ」の第2弾。                                                                      |
| 12月13日 | ワールドサッカーウイニングイレブン5 ファイナルエヴォリューション                                   | コナミ                                                 | 『ワールドサッカーウイニングイレブン5』の続編                                                                               |
| 12月13日 | A VISUAL MIX                                                                                       | エイベックス/ソニー・ミュージックエンタテインメント    | 浜崎あゆみのライブ映像をリミックスするソフト。                                                                              |
| 12月13日 | サイドワインダーF                                                                                  | アスミック・エース エンタテインメント                  | |
| 12月13日 | 零〜zero〜                                                                                         | テクモ                                                 | 零シリーズ第1弾であるホラーアドベンチャーゲーム。                                                                           |
| 12月13日 | パチスロアルゼ王国6                                                                                | アルゼ                                                 | |
| 12月13日 | 桃太郎電鉄X 〜九州編もあるばい〜                                                                   | ハドソン                                               | 桃太郎電鉄シリーズの1作品で、九州に特化したマップを収録している。                                                           |
| 12月20日 | アドベンチャー・オブ・東京ディズニーシー〜失われた宝石の秘密〜                                     | コナミ                                                 | |
| 12月20日 | クラッシュ・バンディクー4 さくれつ!魔神パワー                                                      | コナミ                                                 | |
| 12月20日 | サンライズ英雄譚2                                                                                  | サンライズインタラクティブ                             | |
| 12月20日 | CR熱闘パワプロクン パチってちょんまげ達人                                                          | ハックベリー                                           | パチンコ『CR熱闘パワプロクン』の実機シミュレーター                                                                          |
| 12月20日 | 実況パワフルプロ野球8決定版                                                                        | コナミ                                                 | |
| 12月20日 | ジャック×ダクスター 旧世界の遺産                                                                   | ソニー・コンピュータエンタテインメント                 | |
| 12月20日 | 対局麻雀 ネットでロン!                                                                             | アリカ                                                 | |
| 12月20日 | ディジタルホームズ                                                                                 | アークシステムワークス                                 | |
| 12月20日 | ときめきメモリアル3 〜約束のあの場所で〜                                                           | コナミ                                                 | |
| 12月20日 | ヘルミーナとクルス 〜リリーのアトリエ もう一つの物語〜                                             | ガスト                                                 | |
| 12月20日 | ボンバーマンカート                                                                                 | ハドソン                                               | ボンバーマンを題材としたカートレースゲーム。                                                                                |
| 12月20日 | MotoGP2                                                                                            | ナムコ                                                 | FIMロードレース世界選手権シリーズを題材としたレースゲーム。                                                                 |
| 12月22日 | ウイニングポスト5                                                                                  | コーエー                                               | |
| 12月27日 | EX億万長者ゲーム                                                                                   | タカラ                                                 | |
| 12月27日 | 実況Jリーグパーフェクトストライカー4                                                               | コナミ                                                 | 2001年度のJリーグデータを採用。当初は2001年12月20日に発売される予定だった。                                                 |
| 12月27日 | シネマサーフィン 洋画大全                                                                          | ビクターインタラクティブソフトウェア                   | |
| 12月27日 | TVware情報革命シリーズ プロアトラス for TV 近畿                                                    | アートディンク                                         | |
| 12月27日 | TVware情報革命シリーズ プロアトラス for TV 首都圏                                                  | アートディンク                                         | |
| 12月27日 | TVware情報革命シリーズ プロアトラス for TV 全国版                                                  | アートディンク                                         | |
| 12月27日 | TVware情報革命シリーズ プロアトラス for TV 東海                                                    | アートディンク                                         | |
| 12月27日 | 麻雀覇王 雀荘バトル                                                                                | 毎日コミュニケーションズ                               | |
| 12月27日 | マキシモ                                                                                           | カプコン                                               | 韓国ではローンチタイトルとして発売された                                                                                    |